# Mecze reprezentacji Polski U-21 w piłce nożnej mężczyzn prowadzonej przez Czesława Michniewicza
Zestawienie meczów reprezentacji Polski U-21 pod wodzą selekcjonera Czesława Michniewicza.

## Opis
Kadencja Czesława Michniewicza trwała w okresie od 7 lipca 2017 roku do 14 października 2020 roku. Michniewicz w roli selekcjonera reprezentacji Polski U-21 zadebiutował 1 września 2017 roku w wygranym 3:0 meczu eliminacyjnym mistrzostw Europy U-21 2019 w reprezentacją Gruzji U-21 po dwóch golach Dawida Kownackiego (58' (k.), 65') oraz Bartosza Kapustki (71'). Za kadencji Michniewicza drużyna Biało-Czerwonych uczestniczyła na mistrzostwach Europy U-21 2019 we Włoszech, które zakończyła na 2. miejscu w Grupie A, tracąc tym samym szanse na udział w turnieju olimpijskim 2020 w Tokio. Ostatnim meczem Michniewicza w roli selekcjonera reprezentacji Polski U-21 był mecz eliminacyjny mistrzostw Europy U-21 2021 na Stadionie GOSiR w Gdyni z reprezentacją Bułgarii U-21, który zakończył się remisem 1:1.

## Oficjalne międzynarodowe mecze
| Lp. | Data       | Miejsce               | Przeciwnik       | Wynik | Turniej                    | Przypisy             |
| --- | ---------- | --------------------- | ---------------- | ----- | -------------------------- | -------------------- |
| 1.  | 01.09.2017 | Gori                  | Gruzja U-21      | 3:0   | El. Euro U-21 2019         | [ 1 ]                |
| 2.  | 06.10.2017 | Łódź                  | Finlandia U-21   | 3:3   | El. Euro U-21 2019         | [ 2 ]                |
| 3.  | 10.10.2017 | Gorżdy                | Litwa U-21       | 2:0   | El. Euro U-21 2019         | [ 3 ]                |
| 4.  | 10.11.2017 | Tórshavn              | Wyspy Owcze U-21 | 2:2   | El. Euro U-21 2019         | [ 4 ]                |
| 5.  | 14.11.2017 | Gdynia                | Dania U-21       | 3:1   | El. Euro U-21 2019         | [ 5 ]                |
| 6.  | 27.03.2018 | Lublin                | Litwa U-21       | 1:0   | El. Euro U-21 2019         | [ 6 ]                |
| 7.  | 07.09.2018 | Lubin                 | Wyspy Owcze U-21 | 1:1   | El. Euro U-21 2019         | [ 7 ]                |
| 8.  | 11.09.2018 | Helsinki              | Finlandia U-21   | 3:1   | El. Euro U-21 2019         | [ 8 ]                |
| 9.  | 12.10.2018 | Aalborg               | Dania U-21       | 1:1   | El. Euro U-21 2019         | [ 9 ]                |
| 10. | 16.10.2018 | Gdynia                | Gruzja U-21      | 3:0   | El. Euro U-21 2019         | [ 10 ]               |
| 11. | 16.11.2018 | Zabrze                | Portugalia U-21  | 0:1   | El. Euro U-21 2019 – baraż | [ 11 ]               |
| 12. | 20.11.2018 | Chaves                | Portugalia U-21  | 3:1   | El. Euro U-21 2019 – baraż | [ 12 ]               |
| 13. | 21.03.2019 | Bristol               | Anglia U-21      | 1:1   | Mecz towarzyski            | [ 13 ] [ 14 ] [ 15 ] |
| 14. | 26.03.2019 | Grodzisk Wielkopolski | Serbia U-21      | 0:2   | Mecz towarzyski            | [ 16 ] [ 17 ] [ 18 ] |
| 15. | 16.06.2019 | * Reggio nell’Emilia  | Belgia U-21      | 3:2   | Euro U-21 2019             | [ 19 ] [ 20 ]        |
| 16. | 19.06.2019 | Reggio nell’Emilia    | Włochy U-21      | 1:0   | Euro U-21 2019             | [ 21 ] [ 22 ]        |
| 17. | 22.06.2019 | * Reggio nell’Emilia  | Hiszpania U-21   | 0:5   | Euro U-21 2019             | [ 23 ]               |
| 18. | 06.09.2019 | Jełgawa               | Łotwa U-21       | 1:0   | El. Euro U-21 2021         | [ 24 ]               |
| 19. | 10.09.2019 | Białystok             | Estonia U-21     | 4:0   | El. Euro U-21 2021         | [ 25 ] [ 26 ]        |
| 20. | 11.10.2019 | Jekatenysburg         | Rosja U-21       | 2:2   | El. Euro U-21 2021         | [ 27 ]               |
| 21. | 15.10.2019 | Łódź                  | Serbia U-21      | 1:0   | El. Euro U-21 2021         | [ 28 ]               |
| 22. | 15.11.2019 | Sofia                 | Bułgaria U-21    | 0:3   | El. Euro U-21 2021         | [ 29 ]               |
| 23. | 18.11.2019 | Podgorica             | Czarnogóra U-21  | 0:1   | Mecz towarzyski            | [ 30 ]               |
| 24. | 04.09.2020 | Pärnu                 | Estonia U-21     | 6:0   | El. Euro U-21 2021         | [ 31 ]               |
| 25. | 08.09.2020 | Łódź                  | Rosja U-21       | 1:0   | El. Euro U-21 2021         | [ 32 ]               |
| 26. | 09.10.2020 | Gornji Milanovac      | Serbia U-21      | 0:1   | El. Euro U-21 2021         | [ 33 ]               |
| 27. | 13.10.2020 | Gdynia                | Bułgaria U-21    | 1:1   | El. Euro U-21 2021         | [ 34 ]               |

## Bilans

### Ogółem
| Ogółem | M  | Z  | R | P | GZ | GS | BG  |
| ------ | -- | -- | - | - | -- | -- | --- |
| Ogółem | 27 | 14 | 7 | 6 | 46 | 29 | +17 |

### Miejsce
| Miejsce         | M  | Z | R | P | GZ | GS | BG  |
| --------------- | -- | - | - | - | -- | -- | --- |
| Dom             | 11 | 6 | 3 | 2 | 18 | 9  | +9  |
| Wyjazd          | 14 | 7 | 4 | 3 | 25 | 13 | +12 |
| Neutralny teren | 2  | 1 | 0 | 1 | 3  | 7  | –4  |

### Turnieje
| Turniej                    | M  | Z  | R | P | GZ | GS | BG  |
| -------------------------- | -- | -- | - | - | -- | -- | --- |
| Mistrzostwa Europy U-21    | 3  | 2  | 0 | 1 | 4  | 7  | –3  |
| El. mistrzostw Europy U-21 | 21 | 12 | 6 | 3 | 41 | 18 | +23 |
| Mecze towarzyskie          | 3  | 0  | 1 | 2 | 1  | 4  | –3  |

### Lata
| Rok  | M  | Z | R | P | GZ | GS | BG |
| ---- | -- | - | - | - | -- | -- | -- |
| 2017 | 5  | 3 | 2 | 0 | 13 | 6  | +7 |
| 2018 | 7  | 4 | 2 | 1 | 12 | 5  | +7 |
| 2019 | 11 | 5 | 2 | 4 | 13 | 16 | –3 |
| 2020 | 4  | 2 | 1 | 1 | 8  | 2  | +6 |

## Rekordy
- Najwyższe zwycięstwo:  Estonia U-21 6:0 (04.09.2020, Pärnu)
- Najwyższa porażka:  Hiszpania U-21 0:5 (22.06.2019, Reggio nell’Emilia)
- Najdłuższa seria zwycięstw: 2 – czterokrotnie ( Dania U-21,  Litwa U-21); (Belgia U-21, Włochy U-21); (Łotwa U-21,  Estonia U-21); ( Estonia U-21,  Rosja U-21)
- Najdłuższa seria bez porażki: 12 ( Gruzja U-21,  Finlandia U-21,  Litwa U-21,  Wyspy Owcze U-21,  Dania U-21,  Litwa U-21,  Wyspy Owcze U-21,  Finlandia U-21,  Dania U-21,  Gruzja U-21)
- Najdłuższa seria spotkań bez straty gola: 2 ( Estonia U-21,  Rosja U-21)
- Najszybciej zdobyty gol: Mateusz Bogusz ( Estonia U-21, 04.09.2020, Pärnu) – 4 min.
- Najszybciej stracony gol:  Balša Sekulić (18.11.2019, Podgorica) – 2 min.

## Strzelcy
| Lp. | Zawodnik            | Gole     |
| --- | ------------------- | -------- |
| 1.  | Dawid Kownacki      | 11       |
| 2.  | Paweł Tomczyk       | 4        |
| 3.  | Sebastian Szymański | 3        |
| 3.  | Konrad Michalak     | 3        |
| 3.  | Patryk Klimala      | 3        |
| 3.  | Mateusz Bogusz      | 3        |
| 3.  | Krystian Bielik     | 3        |
| 8.  | Patryk Dziczek      | 2        |
| 8.  | Mateusz Wieteska    | 2        |
| 8.  | Szymon Żurkowski    | 2        |
| 11. | Robert Gumny        | 1        |
| 11. | Kamil Jóźwiak       | 1        |
| 11. | Karol Fila          | 1        |
| 11. | Bartosz Kapustka    | 1        |
| 11. | Filip Jagiełło      | 1        |
| 11. | Przemysław Płacheta | 1        |
| 11. | Bartosz Bida        | 1        |
| 11. | Jakub Bartosz       | 1        |
| 11. | Jakub Kamiński      | 1        |
| 11. | Igor Diwiejew       | 1 (sam.) |

## Skład na Euro U-21 2019
| Nr.        | Zawodnik            | Data urodzenia | Mecze     | Gole      | Kartki żółte/czerwone | Klub                       |
| Bramkarze  | Bramkarze           | Bramkarze      | Bramkarze | Bramkarze | Bramkarze             | Bramkarze                  |
| ---------- | ------------------- | -------------- | --------- | --------- | --------------------- | -------------------------- |
| 1.         | Kamil Grabara       | 08.01.1999     | 3         | 0         | 1/0                   | Aarhus GF                  |
| 12.        | Mateusz Lis         | 27.02.1997     | 0         | 0         | 0                     | Wisła Kraków               |
| 22.        | Tomasz Loska        | 26.01.1996     | 0         | 0         | 0                     | Górnik Zabrze              |
| Obrońcy    |                     |                |           |           |                       |                            |
| 6.         | Krystian Bielik     | 04.01.1998     | 3         | 2         | 2/0                   | Charlton Athletic          |
| 5.         | Paweł Bochniewicz   | 30.01.1996     | 2         | 0         | 0                     | Górnik Zabrze              |
| 21.        | Karol Fila          | 13.06.1998     | 3         | 0         | 0                     | Lechia Gdańsk              |
| 20.        | Robert Gumny        | 04.06.1998     | 1         | 0         | 0                     | Lech Poznań                |
| 15.        | Dominik Jończy      | 17.05.1997     | 0         | 0         | 1/0                   | Podbeskidzie Bielsko-Biała |
| 3.         | Kamil Pestka        | 22.08.1998     | 3         | 0         | 1/0                   | Chrobry Głogów             |
| 4.         | Mateusz Wieteska    | 11.02.1997     | 3         | 0         | 1/0                   | Legia Warszawa             |
| Pomocnicy  |                     |                |           |           |                       |                            |
| 16.        | Patryk Dziczek      | 25.03.1998     | 3         | 0         | 1/0                   | Piast Gliwice              |
| 19.        | Filip Jagiełło      | 08.08.1997     | 2         | 0         | 0                     | Zagłębie Lubin             |
| 17.        | Kamil Jóźwiak       | 22.04.1998     | 1         | 0         | 0                     | Lech Poznań                |
| 23.        | Konrad Michalak     | 19.09.1997     | 3         | 0         | 0                     | Lechia Gdańsk              |
| 8.         | Jakub Piotrowski    | 04.10.1997     | 1         | 0         | 1/0                   | KRC Genk                   |
| 2.         | Przemysław Płacheta | 23.03.1998     | 1         | 0         | 0                     | Podbeskidzie Bielsko-Biała |
| 10.        | Sebastian Szymański | 10.05.1999     | 3         | 1         | 0                     | Legia Warszawa             |
| 13.        | Mateusz Wdowiak     | 28.08.1996     | 0         | 0         | 0                     | Cracovia                   |
| 7.         | Szymon Żurkowski    | 25.09.1997     | 3         | 1         | 0                     | Górnik Zabrze              |
| Napastnicy |                     |                |           |           |                       |                            |
| 14.        | Adam Buksa          | 12.07.1996     | 2         | 0         | 1/0                   | Pogoń Szczecin             |
| 9.         | Dawid Kownacki      | 14.03.1997     | 2         | 0         | 1/0                   | Fortuna Düsseldorf         |
| 11.        | Karol Świderski     | 23.01.1997     | 1         | 0         | 0                     | PAOK Saloniki              |
| 18.        | Paweł Tomczyk       | 04.05.1998     | 0         | 0         | 0                     | Piast Gliwice              |

## Mecze zawodników w reprezentacji za kadencji Michniewicza
| Lp.        | Zawodnik              | Data urodzenia | Mecze     | Gole      | Kartki żółte/czerwone |
| Bramkarze  | Bramkarze             | Bramkarze      | Bramkarze | Bramkarze | Bramkarze             |
| ---------- | --------------------- | -------------- | --------- | --------- | --------------------- |
| 1.         | Marcin Bułka          | 04.10.1999     | 1         | 0         | 0                     |
| 2.         | Bartłomiej Drągowski  | 19.08.1997     | 3         | 0         | 0                     |
| 3.         | Kamil Grabara         | 08.01.1999     | 19        | 0         | 1/0                   |
| 4.         | Mateusz Lis*          | 27.02.1997     | 0         | 0         | 0                     |
| 5.         | Tomasz Loska          | 26.01.1996     | 2         | 0         | 0                     |
| 6.         | Radosław Majecki      | 16.11.1999     | 2         | 0         | 0                     |
| 7.         | Karol Niemczycki      | 05.07.1999     | 1         | 0         | 0                     |
| Obrońcy    |                       |                |           |           |                       |
| 1.         | Jakub Bednarczyk      | 02.01.1999     | 1         | 0         | 0                     |
| 2.         | Jan Bednarek          | 12.04.1996     | 2         | 0         | 0                     |
| 3.         | Paweł Bochniewicz     | 30.01.1996     | 12        | 0         | 2/0                   |
| 4.         | Kamil Dankowski       | 22.07.1996     | 1         | 0         | 0                     |
| 5.         | Karol Fila            | 13.06.1998     | 13        | 1         | 4/1                   |
| 6.         | Adrian Gryszkiewicz   | 13.12.1999     | 0         | 0         | 0                     |
| 7.         | Robert Gumny          | 04.06.1998     | 16        | 1         | 4/0                   |
| 8.         | Mateusz Hołownia*     | 06.05.1998     | 0         | 0         | 0                     |
| 9.         | Dominik Jończy        | 17.05.1997     | 1         | 0         | 0                     |
| 10.        | Jakub Kiwior          | 15.02.2000     | 4         | 0         | 0                     |
| 11.        | Maik Nawrocki*        | 07.02.2001     | 0         | 0         | 0                     |
| 12.        | Kamil Piątkowski      | 21.06.2000     | 4         | 0         | 0                     |
| 13.        | Tymoteusz Puchacz     | 23.01.1999     | 4         | 0         | 0                     |
| 14.        | Jan Sobociński        | 20.03.1999     | 6         | 0         | 1/0                   |
| 15.        | Paweł Stolarski       | 28.01.1996     | 7         | 0         | 0                     |
| 16.        | Sebastian Walukiewicz | 05.04.2000     | 6         | 0         | 0                     |
| 17.        | Mateusz Wieteska      | 11.02.1997     | 17        | 2         | 1/0                   |
| 18.        | Przemysław Wiśniewski | 27.07.1998     | 2         | 0         | 0                     |
| Pomocnicy  |                       |                |           |           |                       |
| 1.         | Maciej Ambrosiewicz   | 24.05.1998     | 6         | 0         | 1/0                   |
| 2.         | Krystian Bielik       | 04.01.1998     | 6         | 3         | 2/0                   |
| 3.         | Mateusz Bogusz        | 22.08.2001     | 9         | 3         | 0                     |
| 4.         | Patryk Dziczek        | 25.03.1998     | 19        | 2         | 5/0                   |
| 5.         | Damian Gąska          | 24.11.1996     | 2         | 0         | 0                     |
| 6.         | Filip Jagiełło        | 08.08.1997     | 9         | 1         | 1/0                   |
| 7.         | Dennis Jastrzembski   | 20.02.2000     | 1         | 0         | 0                     |
| 8.         | Bartosz Kapustka      | 23.12.1996     | 13        | 1         | 2/0                   |
| 9.         | Sebastian Kowalczyk   | 22.08.1998     | 3         | 0         | 1/0                   |
| 10.        | Marcin Listkowski     | 10.02.1998     | 8         | 0         | 1/0                   |
| 11.        | Sylwester Lusiusz     | 18.09.1999     | 2         | 0         | 0                     |
| 12.        | Jakub Łabojko         | 03.10.1997     | 1         | 0         | 1/0                   |
| 13.        | Tomasz Makowski       | 19.07.1999     | 2         | 0         | 0                     |
| 14.        | Sebastian Milewski    | 30.04.1998     | 1         | 0         | 0                     |
| 15.        | Jakub Moder           | 07.04.1999     | 2         | 0         | 0                     |
| 16.        | Kamil Pestka          | 22.08.1998     | 16        | 0         | 2/0                   |
| 17.        | Jakub Piotrowski      | 04.10.1997     | 11        | 0         | 1/0                   |
| 18.        | Mateusz Praszelik     | 26.09.2000     | 1         | 0         | 0                     |
| 19.        | Piotr Pyrdoł          | 27.04.1999     | 1         | 0         | 1/0                   |
| 20.        | Damian Rasak          | 08.02.1996     | 1         | 0         | 0                     |
| 21.        | Bartosz Slisz         | 29.03.1999     | 6         | 0         | 2/0                   |
| 22.        | Miłosz Szczepański*   | 22.03.1998     | 0         | 0         | 0                     |
| 23.        | Sebastian Szymański   | 10.05.1999     | 16        | 3         | 1/0                   |
| 24.        | Daniel Ściślak        | 13.03.2000     | 2         | 0         | 0                     |
| 25.        | Mateusz Wdowiak       | 28.08.1996     | 2         | 0         | 0                     |
| 26.        | Szymon Żurkowski      | 25.09.1997     | 13        | 2         | 2/0                   |
| Napastnicy |                       |                |           |           |                       |
| 1.         | Karol Angielski*      | 20.03.1996     | 0         | 0         | 0                     |
| 2.         | Jakub Bartosz         | 13.08.1996     | 4         | 1         | 0                     |
| 3.         | Bartosz Białek        | 11.11.2001     | 3         | 0         | 0                     |
| 4.         | Bartosz Bida          | 21.02.2001     | 5         | 1         | 1/0                   |
| 5.         | Adam Buksa            | 12.07.1996     | 4         | 0         | 1/0                   |
| 6.         | Kamil Jóźwiak         | 22.04.1998     | 14        | 1         | 2/0                   |
| 7.         | Jakub Kamiński        | 05.06.2002     | 4         | 1         | 0                     |
| 8.         | Patryk Klimala        | 05.08.1998     | 10        | 3         | 4/0                   |
| 9.         | David Kopacz          | 29.05.1999     | 2         | 0         | 0                     |
| 10.        | Dawid Kownacki        | 14.03.1997     | 13        | 11        | 4/0                   |
| 11.        | Dawid Kurminowski     | 24.02.1999     | 1         | 0         | 0                     |
| 12.        | Konrad Michalak       | 19.09.1997     | 15        | 3         | 0                     |
| 13.        | Przemysław Płacheta   | 23.03.1998     | 8         | 1         | 0                     |
| 14.        | Maciej Rosołek        | 02.09.2001     | 3         | 0         | 1/0                   |
| 15.        | Patryk Szysz          | 01.04.1998     | 3         | 0         | 0                     |
| 16.        | Karol Świderski       | 23.01.1997     | 11        | 0         | 0                     |
| 17.        | Paweł Tomczyk         | 04.05.1998     | 15        | 4         | 0                     |
| 18.        | Oskar Zawada          | 01.02.1996     | 2         | 0         | 0                     |

- – piłkarze powołani przynajmniej na jedno zgrupowanie

## Szczegóły
| 1 września 2017 18:00 CET | Gruzja U-21 | 3:0(0:0)Raport | Polska U-21 · 65' (k.) Kownacki · 71' Kapustka | Stadion im. Tengiza Burdżanadze, Gori Sędzia: Fedayi San |
|                           |             |                |                                                |                                                          |

 Gruzja U-21: Lazare Kupatadze – Akaki Szulaia (6. Giorgi Kochreidze), Gagi Margwelaszwili, Dżemal Tabidze, Grigol Czabradze – Giorgi Beridze, Giorgi Kucia (4. Cotne Nadaraia), Wladimer Mamuczaszwili, Lado Mochewiszwili (7. Dawit Kobouri), Giorgi Charaiszwili – Beka Mikeltadze.
 Polska U-21 Bartłomiej Drągowski – Jakub Bartosz, Mateusz Wieteska, Paweł Bochniewicz, Robert Gumny – Szymon Żurkowski, Jakub Piotrowski, Sebastian Szymański (8. Paweł Tomczyk), Bartosz Kapustka (8. Damian Rasak) – Dawid Kownacki, Oskar Zawada (6. Karol Świderski).
| 6 października 2017 18:00 CET | Polska U-21 · Kownacki 7', 71' (k.) · Tomczyk 68' | 3:3(1:1)Raport | Finlandia U-21 · 8' Dahlström · 61' Kairinen · 77' Jensen | Stadion Widzewa, Łódź Widzów: 8 538 Sędzia: Nenad Djokić |
|                               |                                                   |                |                                                           |                                                          |

 Polska U-21: Bartłomiej Drągowski – Mateusz Wieteska (4. Konrad Michalak), Jan Bednarek, Paweł Bochniewicz – Paweł Stolarski, Jakub Piotrowski (5. Paweł Tomczyk), Szymon Żurkowski, Sebastian Szymański, Bartosz Kapustka (7. Karol Świderski), Robert Gumny – Dawid Kownacki.
 Finlandia U-21: Markus Uusitalo – Lauri Ala-Myllymäki, Juho Pirttijoki, Richard Jensen, Niko Hämäläinen – Mikael Soisalo (8. Saku Savolainen), Kaan Kairinen, Sebastian Dahlström, Fredrik Jensen, Santeri Hostikka (7. Rasmus Karjalainen) – Benjamin Källman.
| 10 października 2017 18:00 CET | Litwa U-21 | 2:0(0:0)Raport | Polska U-21 · 62' Tomczyk · 80' Michalak | Stadion Miejski w Gorżdach, Gorżdy Sędzia: Stavros Mantalos |
|                                |            |                |                                          |                                                             |

 Litwa U-21: Edvinas Gertmonas – Domantas Antanavičius, Rimvydas Sadauskas (6. Sigitas Olberkis), Ričardas Šveikauskas, Dominykas Barauskas – Eligijus Jankauskas (7. Edgaras Dubickas), Domantas Šimkus, Skirmantas Rakauskas, Edvinas Kloniūnas (7. Daniel Romanovskij), Justas Lasickas – Ernestas Mickevičius.
 Polska U-21: Tomasz Loska – Paweł Stolarski, Mateusz Wieteska, Paweł Bochniewicz, Robert Gumny – Jakub Piotrowski, Patryk Dziczek, Bartosz Kapustka (7. Konrad Michalak), Szymon Żurkowski (8. David Kopacz) – Dawid Kownacki, Karol Świderski (6. Paweł Tomczyk).
| 10 listopada 2017 17:45 CET | Wyspy Owcze U-21 · Olsen 51' (k.) · Petersen 80' | 2:2(0:1)Raport | Polska U-21 · 35' (k.) Kownacki · 90' Bartosz | Tórsvøllur, Tórshavn Sędzia: Ferenc Karakó |
|                             |                                                  |                |                                               |                                            |

 Wyspy Owcze U-21: Karstin Hansen – Erlendur Magnusson, Bjarni Petersen, Bartal Wardum, Ólavur Niclasen (8. Jákup V. Olsen) – Teit Jacobsen, Betuel Hansen (9. Ari Olsen), Hákun Edmundsson, Jákup B. Andreasen, Meinhard E. Olsen (8. Jóannes Bjartalíð) – Jákup L. Thomsen.
 Polska U-21: Tomasz Loska – Jakub Bartosz, Mateusz Wieteska, Paweł Bochniewicz, Robert Gumny – Patryk Dziczek, Jakub Piotrowski (6. Konrad Michalak), Szymon Żurkowski (7. Paweł Tomczyk), Bartosz Kapustka – Karol Świderski (6. Sebastian Szymański), Dawid Kownacki.
| 14 listopada 2017 18:00 CET | Polska U-21 · Michalak 15' · Tomczyk 24' · Żurkowski 74' | 3:1(2:0)Raport | Dania U-21 · 90+1' Laursen | Stadion GOSiR, Gdynia Widzów: 3 812 Sędzia: Jonathan Lardot |
|                             |                                                          |                |                            |                                                             |

 Polska U-21: Kamil Grabara – Robert Gumny, Jan Bednarek, Mateusz Wieteska, Paweł Bochniewicz, Jakub Bartosz - Konrad Michalak, Patryk Dziczek, Szymon Żurkowski (9. Jakub Piotrowski), Sebastian Szymański (8. David Kopacz) – Paweł Tomczyk (7. Oskar Zawada).
 Dania U-21: Daniel Iversen – Asger S. Sørensen (5. Viktor Tranberg), Victor Nelsson, Jacob Rasmussen – Jacob Bruun Larsen, Jens J. D. Thomasen (6. Robert Skov), Mathias Jensen, Mads Pedersen (6. Nikolai Laursen) – Marcus Ingvartsen, Kasper Dolberg, Mikkel Duelund.
| 27 marca 2018 18:00 CET | Polska U-21 · Kownacki 78' | 1:0(0:0)Raport | Litwa U-21 | Arena Lublin, Lublin Widzów: 7 823 Sędzia: Bojan Nikolić |
|                         |                            |                |            |                                                          |

 Polska U-21: Kamil Grabara – Jakub Bartosz (4. Konrad Michalak), Mateusz Wieteska, Paweł Bochniewicz, Kamil Pestka – Sebastian Szymański (6. Kamil Jóźwiak), Jakub Piotrowski, Patryk Dziczek, Filip Jagiełło (6. Karol Świderski), Bartosz Kapustka – Dawid Kownacki.
 Litwa U-21: Marius Adamonis – Domantas Šimkus, Džiugas Raudonius, Rimvydas Sadauskas, Ričardas Šveikauskas, Aleksandr Levšin – Eligijus Jankauskas, Domantas Putrius (7. Skirmantas Rakauskas), Giedrius Matulevičius, Edgaras Dubickas (6. Linas Mėgelaitis) – Edvinas Baniulis (8. Manfredas Ruzgis).
| 7 września 2018 18:00 CET | Polska U-21 · Kownacki 72' (k.) | 1:1(0:1)Raport | Wyspy Owcze U-21 · 15' Thomsen | Stadion Zagłębia Lubin, Lubin Sędzia: Robert Hennessy |
|                           |                                 |                |                                |                                                       |

 Polska U-21: Kamil Grabara – Kamil Dankowski (4. Kamil Jóźwiak), Mateusz Wieteska, Paweł Bochniewicz, Kamil Pestka – Jakub Piotrowski, Patryk Dziczek (4. Sebastian Szymański), Bartosz Kapustka, Filip Jagiełło – Paweł Tomczyk (4. Karol Świderski), Dawid Kownacki.
 Wyspy Owcze U-21: Karstin Hansen – Ari Olsen, Bartal Wardum, Bjarni Petersen, Jóannes Danielsen – Benjamin Heinesen (7. Búi Egilsson), Erlendur Magnusson, Betuel Hansen (5. Jóannes Bjartalíð), Jákup Andreasen, Meinhard Olsen – Jákup Thomsen.
| 11 września 2018 17:30 CET | Finlandia U-21 · Lappalainen 67' | 3:1(0:0)Raport | Polska U-21 · 66', 74' Wieteska · 88' (k.) Kownacki | Telia 5G -areena, Helsinki Sędzia: Stephan Klossner |
|                            |                                  |                |                                                     |                                                     |

 Finlandia U-21: Hugo Keto – Anselmi Nurmela (8. Aapo Halme), Leo Väisänen, Richard Jensen, Niko Hämäläinen – Mikael Soisalo, Kaan Kairinen (7. Eetu Vertainen), Sebastian Dahlström, Saku Ylätupa, Ilmari Niskanen (4. Lassi Lappalainen) – Benjamin Källman.
 Polska U-21: Kamil Grabara – Paweł Stolarski, Mateusz Wieteska, Paweł Bochniewicz, Kamil Pestka – Kamil Jóźwiak, Jakub Piotrowski, Jakub Łabojko, Filip Jagiełło (6. Bartosz Kapustka), Sebastian Szymański (5. Konrad Michalak) – Dawid Kownacki (9. Paweł Tomczyk).
| 12 października 2018 18:00 CET | Dania U-21 · Billing 40' | 1:1(1:1)Raport | Polska U-21 · 43' (k.) Kownacki | Aalborg Portland Park, Aalborg Sędzia: Mete Kalkavan |
|                                |                          |                |                                 |                                                      |

 Dania U-21: Daniel Iversen – Rasmus Nissen, Joachim Andersen, Victor Nelsson, Jacob Rasmussen, Andreas Poulsen – Robert Skov, Oliver Abildgaard, Philip Billing, Mikkel Duelund (6. Marcus Ingvartsen) – Jacob Bruun Larsen (7. Anders Dreyer).
 Polska U-21: Kamil Grabara – Paweł Stolarski, Mateusz Wieteska, Paweł Bochniewicz, Kamil Pestka – Konrad Michalak (7. Kamil Jóźwiak), Bartosz Kapustka, Patryk Dziczek, Szymon Żurkowski (8. Maciej Ambrosiewicz), Sebastian Szymański – Dawid Kownacki.
| 16 października 2018 18:00 CET | Polska U-21 · Jagiełło 52' · Michalak 74' · Kownacki 90' | 3:0(0:0)Raport | Gruzja U-21 | Stadion GOSiR, Gdynia Sędzia: Arnold Hunter |
|                                |                                                          |                |             |                                             |

 Polska U-21: Kamil Grabara – Paweł Stolarski, Mateusz Wieteska, Paweł Bochniewicz, Kamil Pestka – Sebastian Szymański, Szymon Żurkowski (8. Maciej Ambrosiewicz), Patryk Dziczek, Bartosz Kapustka (6. Konrad Michalak), Kamil Jóźwiak (4. Filip Jagiełło) – Dawid Kownacki.
 Gruzja U-21: Luka Gugeszaszwili – Roman Czaczua (5. Akaki Szulaia), Giorgi Kantaria, Andro Giorgadze, Luka Loczoszwili, Guram Giorbelidze (7. Lewan Eloszwili) – Dawit Samurkasowi, Giorgi Kucia, Beka Mikeltadze – Irakli Bugridze (4. Nika Ninua), Wato Arweladze.
| 16 listopada 2018 18:00 CET | Polska U-21 | 0:1(0:1)Raport | Portugalia U-21 · 30' Jota | Stadion im. Ernesta Pohla, Zabrze Widzów: 12 982 Sędzia: Georgij Kabałkow |
|                             |             |                |                            |                                                                           |

 Polska U-21: Kamil Grabara – Robert Gumny, Mateusz Wieteska, Krystian Bielik, Kamil Pestka – Konrad Michalak (6. Kamil Jóźwiak), Patryk Dziczek, Szymon Żurkowski, Bartosz Kapustka, Sebastian Szymański (7. Filip Jagiełło) – Dawid Kownacki (7. Karol Świderski).
 Portugalia U-21: Joel Pereira – Diogo Gonçalves, Jorge Fernandes, Diogo Leite, Yuri Ribeiro – André Horta (8. Bruno Costa), Stephen Eustáquio, Gedson Fernandes – João Félix (7. Rafael Leão), João Carvalho, Diogo Jota (6. Heriberto Tavares).
| 20 listopada 2018 18:00 CET | Portugalia U-21 · Jota 52' | 3:1(3:0)Raport | Polska U-21 · 5' Bielik · 8' Kownacki · 24' Szymański | Estádio Municipal Eng. Manuel Branco Teixeira, Chaves Widzów: 6 000 Sędzia: Davide Massa |
|                             |                            |                |                                                       |                                                                                          |

 Portugalia U-21: Joel Pereira – Diogo Gonçalves, Jorge Fernandes, Diogo Leite, Yuri Ribeiro – André Horta (7. Heriberto Tavares), Stephen Eustáquio, João Carvalho (3. Rafael Leão), Gedson Fernandes (7. Bruno Xadas) – João Félix, Diogo Jota.
 Polska U-21: Kamil Grabara – Robert Gumny, Mateusz Wieteska, Krystian Bielik, Kamil Pestka – Filip Jagiełło (5. Konrad Michalak), Patryk Dziczek, Bartosz Kapustka, Szymon Żurkowski, Sebastian Szymański (6. Kamil Jóźwiak) – Dawid Kownacki (9. Karol Świderski).
| 21 marca 2019 20:45 CET | Anglia U-21: · Calvert-Lewin 13' | 1:1(1:1)Raport | Polska U-21 · 34' Szymański | Bristol Widzów: 25 119 Sędzia: Lawrence Visser |
|                         |                                  |                |                             |                                                |

 Anglia U-21: Angus Gunn – Jonjoe Kenny, Fikayo Tomori, Lloyd Kelly, Jay Dasilva – James Maddison, Phil Foden (73. Tom Davies), Kieran Dowell (80. Hamza Choudhury) – Ademola Lookman (72. Harvey Barnes), Dominic Calvert-Lewin (72. Dom Solanke), Reiss Nelson (72. Demarai Gray).
 Polska U-21: Kamil Grabara – Karol Fila, Mateusz Wieteska, Krystian Bielik, Paweł Stolarski – Bartosz Kapustka, Jakub Piotrowski, Patryk Dziczek, Sebastian Szymański (80. Mateusz Wdowiak), Konrad Michalak (62. Damian Gąska) – Adam Buksa (73. Karol Świderski).
| 26 marca 2019 15:00 CET | Polska U-21 | 0:2(0:0)Raport | Serbia U-21 · 71' Mašović · 87' Landelović | Grodzisk Wielkopolski Sędzia: Tomasz Wajda |
|                         |             |                |                                            |                                            |

 Polska U-21: Bartłomiej Drągowski – Robert Gumny (4. Karol Fila), Mateusz Wieteska, Dominik Jończy, Paweł Stolarski (8. Damian Gąska) – Kamil Jóźwiak (7. Mateusz Wdowiak), Patryk Dziczek (72. Patryk Klimala), Szymon Żurkowski (4. Filip Jagiełło), Jakub Piotrowski (6. Bartosz Kapustka), Sebastian Szymański (6. Konrad Michalak) – Adam Buksa (6. Karol Świderski).
 Serbia U-21: Filip Manojlović (4. Dragan Rosić) – Miladin Stevanović (9. Dejan Kerkez), Vukašin Jovanović (9. Nemanja Ćalasan), Srđan Babić, Aleksa Terzić – Lazar Ranđelović (9. Aleksandar Đorđević), Uroš Račić, Erhan Mašović (9. Njegoš Petrović), Igor Zlatanović (5. Nemanja Vučić), Luka Adžić (5. Petar Mićin) – Dejan Joveljić (6. Ivan Šaponjić).
| 16 czerwca 2019 18:30 CET | Polska U-21 · Żurkowski 26' · Bielik 52' · Szymański 79' | 3:2(1:1)Raport | Belgia U-21 · 16' Iseka · 84' Cools | Stadio Renato Dall’Ara, Reggio nell’Emilia Widzów: 2 534 Sędzia: István Kovács |
|                           |                                                          |                |                                     |                                                                                |

 Polska U-21: Kamil Grabara – Karol Fila, Mateusz Wieteska, Krystian Bielik, Kamil Pestka – Konrad Michalak (9. Kamil Jóźwiak), Szymon Żurkowski, Patryk Dziczek, Filip Jagiełło (8. Paweł Bochniewicz), Sebastian Szymański – Dawid Kownacki.
 Belgia U-21: Nordin Jackers – Dion Cools, Wout Faes, Elias Cobbaut, Casper De Norre (8. Francis Amuzu) – Dodi Lukebakio, Orel Mangala, Bryan Heynen, Siebe Schrijvers, Isaac Mbenza (9. Alexis Saelemaekers) – Aaron Leya Iseka (6. Yari Verschaeren).
| 19 czerwca 2019 21:00 CET | Włochy U-21: | 0:1(0:1)Raport | Polska U-21 · 50' Bielik | Stadio Renato Dall’Ara, Reggio nell’Emilia Widzów: 26 432 Sędzia: Alaksiej Kulbakou |
|                           |              |                |                          |                                                                                     |

 Włochy U-21: Alex Meret – Claud Adjapong (8. Nicolò Zaniolo), Gianluca Mancini, Alessandro Bastoni, Federico Dimarco – Nicolò Barella, Rolando Mandragora (5. Sandro Tonali), Lorenzo Pellegrini – Riccardo Orsolini (4. Moise Kean), Patrick Cutrone, Federico Chiesa.
 Polska U-21: Kamil Grabara – Karol Fila, Mateusz Wieteska, Paweł Bochniewicz, Kamil Pestka – Filip Jagiełło (5. Konrad Michalak), Krystian Bielik, Patryk Dziczek, Szymon Żurkowski, Sebastian Szymański – Dawid Kownacki (7. Adam Buksa).
| 22 czerwca 2019 21:00 CET | Hiszpania U-21: · Fornals 17' · Bielik 35' (sam.) · Ruiz 39' · Ceballos 71' · Mayoral 90' | 5:0(3:0)Raport | Polska U-21 | Stadio Renato Dall’Ara, Reggio nell’Emilia Widzów: 3 122 Sędzia: Bobby Madden |
|                           |                                                                                           |                |             |                                                                               |

 Polska U-21: Kamil Grabara – Robert Gumny, Mateusz Wieteska, Krystian Bielik, Kamil Pestka – Konrad Michalak, Karol Fila (4. Jakub Piotrowski), Patryk Dziczek, Szymon Żurkowski (7. Przemysław Płacheta), Szymański – Adam Buksa (5. Karol Świderski).
 Hiszpania U-21: Antonio Sivera – Martín Aguirregabiria, Unai Núñez, Jorge Meré, Aarón Martín – Dani Olmo, Fabián Ruiz (7. Mikel Merino), Marc Roca, Dani Ceballos (8. Manu Vallejo), Pablo Fornals – Mikel Oyarzabal (5. Borja Mayoral).
| 6 września 2019 16:00 CET | Łotwa U-21 · Klimala 27' | 1:0(1:0)Raport | Polska U-21 | Zemgales Olimpiskais centrs, Jełgawa Sędzia: Admir Šehović |
|                           |                          |                |             |                                                            |

 Łotwa U-21: Nils Toms Puriņš – Roberts Veips (8. Vladislavs Soloveičiks), Daniels Balodis, Ivo Minkevičs, Emīls Birka – Jānis Grīnbergs (7. Maksims Toņiševs), Kristaps Liepa, Aleksejs Saveļjevs, Alvis Jaunzems, Dmitrijs Zelenkovs (6. Daņiils Hvoiņickis) – Marko Regža (7. Kaspars Kokins).
 Polska U-21: Kamil Grabara – Karol Fila, Sebastian Walukiewicz, Jan Sobociński, Kamil Pestka – Bartosz Bida (7. Sebastian Milewski), Maciej Ambrosiewicz, Patryk Dziczek, Kamil Jóźwiak – Paweł Tomczyk (4. Patryk Szysz), Patryk Klimala (6. Jakub Bednarczyk).
| 10 września 2019 18:00 CET | Polska U-21 · Płacheta 6' · Fila 65' · Jóźwiak 80' · Dziczek 90+4' (k.) | 4:0(2:1)Raport | Estonia U-21 | Stadion Miejski, Białystok Widzów: 6 358 Sędzia: Rohit Saggi |
|                            |                                                                         |                |              |                                                              |

 Polska U-21: Kamil Grabara – Karol Fila, Sebastian Walukiewicz, Jan Sobociński, Kamil Pestka – Kamil Jóźwiak (8. Patryk Szysz), Patryk Dziczek, Daniel Ściślak (6. Maciej Ambrosiewicz), Bartosz Bida (6. Mateusz Bogusz), Przemysław Płacheta (8. Marcin Listkowski) – Patryk Klimala (4. Paweł Tomczyk).
 Estonia U-21: Ingmar Krister Paplavskis – Mairo Miil, Kristjan Pelt, Marko Lipp, Henri Järvelaid – Mihkel Järviste (8. Kaarel Usta), Markus Soomets, Markus Poom (8. Alex Roosalu), Henri Välja (6. Kristjan Kask), Artur Uljanov (7. Mark Edur) – Kristofer Piht (6. Sten Reinkort).
| 11 października 2019 16:00 CET | Rosja U-21 · Utkin 25' · Sulejmanow 90' | 2:2(1:2)Raport | Polska U-21 · 10' (sam.) Diwiejew · 45' Klimala | Jekatierinburg Ariena, Jekatenysburg Sędzia: Pavel Orel |
|                                |                                         |                |                                                 |                                                         |

 Rosja U-21: Aleksandr Maksimienko – Nikołaj Rasskazow, Igor Diwiejew, Roman Jewgieńjew, Danił Krugowoj – Magomied-Szapi Sulejmanow, Nail Umiarow (8. Wiaczesław Grulow), Iwan Oblakow, Daniił Utkin (6. Maksim Głuszenkow), Aleksandr Łomowickij (7. Daniił Lesowoj) – Fiodor Czałow.
 Polska U-21: Kamil Grabara – Robert Gumny, Sebastian Walukiewicz, Jan Sobociński, Kamil Pestka – Kamil Jóźwiak, Karol Fila, Patryk Dziczek, Mateusz Bogusz (8. Jakub Moder), Przemysław Płacheta (7. Bartosz Bida) – Patryk Klimala (6. Paweł Tomczyk).
| 15 października 2019 18:00 CET | Polska U-21 · Bogusz 79' | 1:0(0:0)Raport | Serbia U-21 | Stadion Widzewa, Łódź Sędzia: João Pinheiro |
|                                |                          |                |             |                                             |

 Polska U-21: Kamil Grabara – Robert Gumny, Sebastian Walukiewicz, Jan Sobociński, Kamil Pestka – Marcin Listkowski (7. Przemysław Płacheta), Karol Fila, Patryk Dziczek, Mateusz Bogusz (8. Przemysław Wiśniewski), Kamil Jóźwiak – Patryk Klimala (9. Paweł Tomczyk).
 Serbia U-21: Marko Ilić – Jovan Nišić (6. Zlatan Šehović), Erhan Mašović, Strahinja Pavlović, Dimitrije Kamenović – Filip Stuparević, Luka Ilić (6. Veljko Birmančević), Njegoš Petrović, Ivan Ilić (8. Dušan Vlahović), Luka Adžić (7. Nikola Čumić) – Dejan Joveljić (7. Slobodan Tedić).
| 15 listopada 2019 17:00 CET | Bułgaria U-21 · Jordanow 43' · Iwanow 51', 61' | 3:0(1:0)Raport | Polska U-21 | Stadion Sławija, Sofia Sędzia: Jarosław Kozyk |
|                             |                                                |                |             |                                               |

 Bułgaria U-21: Danijeł Naumow – Iwan Turicow, Andrea Christow, Petko Christow, Angeł Laskow – Stanisław Iwanow (8. Georgi Rusew), Iwajło Najdenow (9. Stefan Gawriłow), Walentin Antow, Łyczezar Kotew (9. Dominik Jankow), Tonisław Jordanow (9. Swetosław Kowaczew) – Kałojan Krystew (7. Martin Minczew).
 Polska U-21: Kamil Grabara – Robert Gumny, Sebastian Walukiewicz, Jan Sobociński, Kamil Pestka – Marcin Listkowski (4. Przemysław Płacheta), Karol Fila, Maciej Ambrosiewicz (4. Sebastian Kowalczyk), Mateusz Bogusz (6. Bartosz Bida), Kamil Jóźwiak (7. Sylwester Lusiusz) – Patryk Klimala (7. Bartosz Slisz).
| 18 listopada 2019 15:00 CET | Czarnogóra U-21 · Sekulić 2' | 1:0(1:0)Raport | Polska U-21 | DG Arena, Podgorica Widzów: 0 Sędzia: Milovan Milačić |
|                             |                              |                |             |                                                       |

 Czarnogóra U-21: Filip Đukić – Luka Malešević (8. Filip Šćekić), Stefan Milić, Miloš Drinčić, Bojan Roganović (6. Ognjen Obradović) – Balša Sekulić (4. Sergej Grubač), Vasilje Terzić (6. Novica Eraković), Srđan Krstović, Ilija Vukotić (4. Marko Miličković), Ognjen Stijepović – Nikola Krstović (8. Meris Skenderović).
 Polska U-21: Marcin Bułka (4. Karol Niemczycki) – Robert Gumny (4. Karol Fila), Przemysław Wiśniewski, Sebastian Walukiewicz (4. Jan Sobociński), Kamil Pestka – Marcin Listkowski (4. Piotr Pyrdoł), Bartosz Slisz (4. Jakub Moder), Sylwester Lusiusz (4. Maciej Ambrosiewicz), Mateusz Bogusz (4. Sebastian Kowalczyk), Przemysław Płacheta (4. Patryk Szysz) – Patryk Klimala (4. Paweł Tomczyk).
| 4 września 2020 18:00 CET | Estonia U-21 · Bogusz 4', 58' · Klimala 15' · Kamiński 34' · Gumny 47' · Tomczyk 81' | 6:0(3:0)Raport | Polska U-21 | Pärnu Rannastaadion, Pärnu Sędzia: Petri Viljanen |
|                           |                                                                                      |                |             |                                                   |

 Estonia U-21: Karl-Romet Nõmm – Martin Käos, Marko Lipp, Daaniel Maanas, Mairo Miil – Artur Uljanov (6. Martin Pärn), Markus Soomets, Markus Poom (8. Sten Reinkort), Mihkel Järviste (7. Henri Välja), Karl Rudolf Õigus (7. Joonas Soomre) – Kristjan Kask (6. Mattias Männilaan).
 Polska U-21: Radosław Majecki – Robert Gumny, Kamil Piątkowski, Jakub Kiwior, Tymoteusz Puchacz – Jakub Kamiński (6. Bartosz Białek), Marcin Listkowski (4. Sebastian Kowalczyk), Bartosz Slisz, Mateusz Bogusz (7. Mateusz Praszelik), Przemysław Płacheta (6. Maciej Rosołek) – Patryk Klimala (7. Paweł Tomczyk).
| 8 września 2020 18:00 CET | Polska U-21 · Dziczek 61' | 1:0(0:0)Raport | Rosja U-21 | Stadion Widzewa, Łódź Widzów: 0 Sędzia: Kevin Clancy |
|                           |                           |                |            |                                                      |

 Polska U-21: Radosław Majecki – Karol Fila, Kamil Piątkowski, Jakub Kiwior, Robert Gumny – Marcin Listkowski (4. Jakub Kamiński), Tomasz Makowski, Patryk Dziczek, Mateusz Bogusz (7. Bartosz Slisz), Tymoteusz Puchacz (7. Przemysław Płacheta) – Patryk Klimala.
 Rosja U-21: Matwiej Safonow – Nikołaj Rasskazow, Pawieł Masłow, Roman Jewgieńjew, Danił Krugowoj – Konstantin Kuczajew (5. Daniił Utkin), Nail Umiarow (6. Danił Glebow), Iwan Oblakow, Aleksandr Łomowickij (6. Daniił Lesowoj) – Maksim Głuszenkow (4. Magomied-Szapi Sulejmanow), Iwan Ignatjew.
| 9 października 2020 18:00 CET | Serbia U-21 · Nikolić 11' | 1:0(1:0)Raport | Polska U-21 | Stadion FK Metalac, Gornji Milanovac Widzów: 0 Sędzia: Bram Van Driessche |
|                               |                           |                |             |                                                                           |

 Serbia U-21: Đorđe Petrović – Strahinja Eraković, Svetozar Marković, Nemanja Mićević, Dimitrije Kamenović (9. Zlatan Šehović) – Željko Gavrić (8. Filip Stuparević), Njegoš Petrović, Ivan Ilić (6. Mirko Topić), Veljko Nikolić (9. Jovan Lukić), Filip Stevanović (8. Radivoj Bosić) – Slobodan Tedić.
 Polska U-21: Kamil Grabara – Robert Gumny, Kamil Piątkowski, Jakub Kiwior, Tymoteusz Puchacz – Marcin Listkowski (7. Daniel Ściślak), Bartosz Slisz, Tomasz Makowski (4. Dennis Jastrzembski), Mateusz Bogusz (7. Dawid Kurminowski), Jakub Kamiński (6. Maciej Rosołek) – Paweł Tomczyk (6. Bartosz Białek).
| 13 października 2020 18:00 CET | Polska U-21 · Bida 66' | 1:1(0:1)Raport | Bułgaria U-21 · 41' Dimitrow | Stadion GOSiR, Gdynia Sędzia: Allard Lindhout |
|                                |                        |                |                              |                                               |

 Polska U21: Kamil Grabara – Karol Fila, Kamil Piątkowski, Jakub Kiwior, Tymoteusz Puchacz – Maciej Rosołek (6. Paweł Tomczyk), Marcin Listkowski, Bartosz Slisz, Mateusz Bogusz, Jakub Kamiński (4. Bartosz Bida) – Patryk Klimala (8. Bartosz Białek).
 Bułgaria U21: Danijeł Naumow – Wiktor Popow, Petko Christow, Andrea Christow, Angeł Laskow – Stanisław Iwanow (8. Martin Minczew), Walentin Antow (8. Asen Czandyrow), Ilija Jurukow (7. Ilijan Ilijew), Dominik Jankow (8. Tonisław Jordanow), Georgi Rusew (Zdrawko Dimitrow) – Kałojan Krystew.